# Idera, Inc.
Idera, Inc. est une société qui fournit des systèmes et programmes de gestion de logiciels sur les serveurs Microsoft Windows et Linux. Son siège social est situé à Houston, au Texas, bien qu'elle ait des bureaux en Australie, en Autriche et au Royaume-Uni. La société s'est concentrée sur la gestion et la surveillance des serveurs et des applications pour les petites et moyennes entreprises. Elle appartient à des sociétés de capital-investissement comme HGGC ou encore TA Associates.

## Histoire
Idera, Inc. a été fondée par Rick Pleczko sous le nom de « BBS Technologies » en 2000. La société a mis au point une gamme de logiciels de sauvegarde de serveur sous le nom Idera, en concurrence avec Imceda et, plus tard, Red Gate Software.
BBS acquiert le fournisseur de sauvegarde d’hébergement Web R1Soft à la fin du mois de novembre 2007. Elle existait en tant que division distincte jusqu'en 2012, lorsque son produit de protection continue des données a été intégré à la gamme de produits Idera sous le nom Idera Server Backup 5.0. Cette restructuration s’est accompagnée d’un nouveau modèle de tarification à la carte. 
La société a officiellement changé de nom pour devenir Idera, Inc. en janvier 2012. En juillet 2013, Idera a acquis Precise Software, une société qui développe des produits pour les technologies de l'information. La gamme de produits Precise a été poursuivie et le site Web ainsi que la marque restants ont été séparés des offres principales d'Idera. 
Idera a également acquis CopperEgg le même mois, un logiciel d'application de service spécialisé dans la maintenance de serveurs. Idera a vendu ses activités SharePoint à Metalogix en octobre 2013.
Depuis septembre 2014, Idera dépend de TA Associates.
En 2015, Idera a acheté Embarcadero Technologies, un créateur d'outils pour le développement de logiciels et la gestion de bases de données.
En 2017, le 31 mai, HGGC a acheté une participation majoritaire. Plus tard dans l'année, Idera a acquis Sencha, Inc, les développeurs d’un framework de développement d’applications JavaScript pour les navigateurs de bureau et mobiles , AquaFold, une société d’outils de bases de données, et Ranorex , une société de logiciels d’automatisation des tests.
Le produit d'Idera "Uptime Infrastructure Monitor" a reçu la note "Good" de PC Magazine en 2015. Plus tard dans l'année, le produit était exposé aux attaques de services. Idera a alors fourni des correctifs logiciels pour améliorer la sécurité de l'application.

## Produits
Idera crée des outils conçus pour prendre en charge, compléter et étendre les fonctionnalités de Microsoft SQL Server, notamment SQL Diagnostic Manager, SQL Doctor et SQL Elements. La société propose également un logiciel de sauvegarde de serveur SaaS appelé Server Backup Manager (anciennement R1Soft CDP), qui permet aux hébergeurs ainsi qu'aux autres d’offrir à leurs clients une protection continue des données pour leurs sauvegardes. Ils offrent également un certain nombre d'outils gratuits pour les performances de SQL Server , les sauvegardes , les diagnostics et pour Windows PowerShell.

## Notoriété
Le logiciel Idera a été récompensé à plusieurs reprises par les communautés SQL Server et IT. SQL Toolbox a remporté plusieurs Best of TechEd Awards ,, et certaines de leurs offres SQL Server ont été classées dans les SQL Server Pro Community Choice Awards,,. L'outil gratuit PowerShell Plus, a remporté les Community Choice award et le Windows IT Pro award,,. 